# Hoplophthiracarus
Hoplophthiracarus är ett släkte av kvalster. Hoplophthiracarus ingår i familjen Phthiracaridae.

## Dottertaxa tillHoplophthiracarus, i alfabetisk ordning[1]
- Hoplophthiracarus aduncus
- Hoplophthiracarus angustatus
- Hoplophthiracarus baculus
- Hoplophthiracarus bengalensis
- Hoplophthiracarus berlesei
- Hoplophthiracarus bisultus
- Hoplophthiracarus cacainus
- Hoplophthiracarus cazanicus
- Hoplophthiracarus clavellatus
- Hoplophthiracarus concinuus
- Hoplophthiracarus concolor
- Hoplophthiracarus cristatus
- Hoplophthiracarus dispar
- Hoplophthiracarus foveolatus
- Hoplophthiracarus grossmani
- Hoplophthiracarus hamatus
- Hoplophthiracarus histricinus
- Hoplophthiracarus hulli
- Hoplophthiracarus illinoisensis
- Hoplophthiracarus inoueae
- Hoplophthiracarus insignitus
- Hoplophthiracarus ishikawai
- Hoplophthiracarus kugohi
- Hoplophthiracarus mallacoolaensis
- Hoplophthiracarus maritimus
- Hoplophthiracarus mutabilis
- Hoplophthiracarus nasalis
- Hoplophthiracarus nepalensis
- Hoplophthiracarus pakistanensis
- Hoplophthiracarus parafoveolatus
- Hoplophthiracarus penicillatus
- Hoplophthiracarus proximus
- Hoplophthiracarus punctatus
- Hoplophthiracarus rafalskii
- Hoplophthiracarus repetitus
- Hoplophthiracarus similis
- Hoplophthiracarus stigmosus
- Hoplophthiracarus toolangiensis
- Hoplophthiracarus tropicus
- Hoplophthiracarus tryssos